# Baudouinia
Baudouinia es un género de plantas con flores perteneciente a la familia Fabaceae.Comprende 9 especies descritas y de estas, solo 6 aceptadas.

## Taxonomía
El género fue descrito por Henri Ernest Baillon y publicado en Adansonia 6: 193. 1866.

## Especies aceptadas
A continuación se brinda un listado de las especies del género Baudouinia aceptadas hasta julio de 2014, ordenadas alfabéticamente. Para cada una se indica el nombre binomial seguido del autor, abreviado según las convenciones y usos.
- Baudouinia capuronii Du Puy & R. Rabev.
- Baudouinia fluggeiformis Baill.
- Baudouinia louvelii R. Vig.
- Baudouinia orientalis R. Vig.
- Baudouinia rouxevillei H. Perrier
- Baudouinia sollyaeformis Baill.